# Aeropuerto de Kerch
El Aeropuerto de Kerch (en ucraniano: Аеропорт «Керч»; en ruso:Аэропорт «Керчь») es un aeropuerto en Kerch, en Crimea al sur de Ucrania y reclamada por Rusia. El aeropuerto está situado a 1,5 km al noroeste de la ciudad (a veces se la confunde con la Base Aérea Bagerove ubicada cerca). El aeropuerto se encuentra actualmente en bancarrota, y fue puesto en venta por 3,3 millones de dólares por las autoridades de la ciudad. 
Aunque el aeropuerto está en bancarrota, todavía está en servicio, y es utilizado por la aviación general en la actualidad. El aeropuerto en sí no está en buenas condiciones. La pista necesita reparaciones, las instalaciones aeroportuarias no son buenas, no está trabajando la torre ATC que también necesita mejoras. No hay servicios de transporte aéreo a este aeropuerto. 
Vuelos baratos desde y al aeropuerto dejaron de funcionar aproximadamente en el año 2008, había aproximadamente 8-10 vuelos diarios tanto nacionales como internacionales. En 2005-2006 el aeropuerto trató de reanudar los vuelos a Kiev y Moscú utilizando a Motor Sich Airlines, pero los gastos eran altos y ganancias fueron bajas, lo que hizo que volar no fuese rentable.